# Ronno
Ronno es una comuna francesa situada en el departamento de Ródano, de la región de Auvernia-Ródano-Alpes.

## Demografía
| 546 | 466 | 429 | 530 | 544 | 596 | 599 | 636 |
| Para los censos de 1962 a 1999 la población legal corresponde a la población sin duplicidades (Fuente: INSEE [Consultar]) |     |     |     |     |     |     |     |